# La araña negra (ópera)
La araña negra es una ópera compuesta por Heinrich Sutermeister, con libreto en alemán escrito por Albert Roesler, basado en la obra del mismo nombre de Jeremias Gotthelf. Se estrenó como ópera radiofónica en 1936, y después en el teatro de San Galo en 1949. Es la primera de las óperas escritas por Sutermeister. La cuestión se dramatiza en la historia de un pueblo rural en Suiza durante la Edad Media en la época de la peste.

## Personajes
- Cristina (mezzosoprano)
- Madre (soprano)
- Diablo (tenor)
- Párroco (bajo)
- Pueblo (Landvolk) (coro)

## Discografía de referencia
- Con el Orquesta sinfónica de Berna: Die Schwarze Spinne (enlace roto disponible en Internet Archive; véase el historial, la primera versión y la última). con Peter Michael Garst, Liliane Zurcher, Ludmila Zelenka, Matthias Widmaier, Ulrich Studer, Orpheus Choir Bern, Bern Symphony Orchestra.